# Victor Willems
Victor Marie Joseph Willems (Bruxelles, 16 aprile 1877 – 1920) è stato uno schermidore belga, vincitore di una medaglia d'oro ed una di bronzo nella scherma ai giochi olimpici.